# I’d Come for You
I’d Come for You – ballada rockowa kanadyjskiego zespołu Nickelback wydana w Europie jako drugi singiel (czwarty w USA). Piosenka promuje szósty studyjny album kanadyjskiej grupy, „Dark Horse”. Utwór został zamieszczony na czwartej pozycji na albumie, trwa 4 minuty i 22 sekundy i jest drugim co do długości utworem na tej płycie. Autorem tekstu do utworu jest wokalista grupy, Chad Kroeger; muzykę skomponował wspólnie cały zespół, wraz z producentem – Robertem Langiem. Singel z utworem został początkowo wydany w Wielkiej Brytanii 20 marca, 3 dni później ukazał się także w Stanach Zjednoczonych. Na stronie B znalazła się koncertowa wersja utworu „Far Away” z albumu „Live from Sturgis”.

## Znaczenie tekstu
Tekst utworu adresowany jest do kobiety i opowiada o powrocie oraz miłości bez granic i zdolnej do wszelkiego rodzaju poświęceń. Utwór, w porównaniu do wcześniejszych ballad grupy, utrzymany jest w nieco mocniejszym rockowym brzmieniu. Mimo to jest on zaliczany do kontynuacji melodyjnych ballad („Far Away” oraz „If Everyone Cared”) z poprzedniego albumu „All the Right Reasons”.
Utwór „I’d Come for You” zadebiutował na 14 pozycji na liście iTunes, na amerykańskiej liście Billboard Hot 100 utwór zadebiutował na 44 pozycji, a w ojczystej zespołowi Kanadzie na liście Canadian Hot 100 utwór swój debiut zaliczył na 53 pozycji. Podobnie jak i utwór „If Today Was Your Last Day” osiągnął on miejsce 1 na brytyjskiej liście UK Rock Chart.
Premiera koncertowa utworu nastąpiła w kwietniu 2009 roku, podczas trasy „Dark Horse Tour”. Utwór został wykonany na żywo tylko raz.

## Teledysk
Do utworu został nakręcony teledysk. Jego reżyserem jest Nigel Dick, z którym grupa aktywnie współpracuje od czasów płyty Silver Side Up. Teledysk kręcony był w styczniu 2009 roku. Teledysk ukazuje historię młodej dziewczyny. Wyrusza ona ze swym chłopakiem w podróż, mimo wątpliwości ze strony ojca. Wychodząc z domu dziewczyna zabiera telefon komórkowy. Po ujechaniu danego odcinka drogi, chłopak parkuje na opuszczonym parkingu. W tym samym czasie w domu ojciec czeka na córkę z kolacją. Młodzi zaczynają się całować, a kiedy chłopak próbuje zbliżyć się do dziewczyny ona go odrzuca. Po tym fakcie chłopak staje się agresywny wobec niej, próbując ją zgwałcić. Dziewczynie pomimo szarpaniny udaje dodzwonić się do ojca, który natychmiast rusza na pomoc córce. Po kilku chwilach zjawia się na miejscu i obezwładnia agresywnego chłopka. W poszczególnych ujęciach ukazany jest zespół występujący na scenie. Premiera teledysku odbyła się w 12 lutego 2009 roku. Clip kręcony był przez 3 dni, od 18 do 20 stycznia 2009 roku. W teledysku wystąpili Jessa Danielson, Don Broach oraz Craig Anderson.

## Lista utworów na singlu
Single CD
| Nr |  | Tytuł              | Tekst        | Muzyka               | Długość |
| -- |  | ------------------ | ------------ | -------------------- | ------- |
| 1. |  | „I’d Come for You” | Chad Kroeger | Nickelback / R.Lange | 4:22    |
| 2. |  | „Far Away” (Live)  | Chad Kroeger | Nickelback           | 4:48    |
|    |  |                    |              |                      |         |

Single CD (Japonia)
| Nr |  | Tytuł                              | Tekst        | Muzyka               | Długość |
| -- |  | ---------------------------------- | ------------ | -------------------- | ------- |
| 1. |  | „I’d Come for You” (Edit Version)  | Chad Kroeger | Nickelback / R.Lange | 3:58    |
| 2. |  | „I’d Come for You” (Album Version) | Chad Kroeger | Nickelback / R.Lange | 4:22    |
| 3. |  | „Photograph” (Live)                | Chad Kroeger | Nickelback           | 4:23    |
|    |  |                                    |              |                      |         |

## Twórcy
Nickelback
- Chad Kroeger – śpiew, gitara rytmiczna, produkcja
- Ryan Peake – gitara prowadząca, wokal wspierający
- Mike Kroeger – gitara basowa
- Daniel Adair – perkusja, wokal wspierający

Produkcja
- Nagrywany: marzec – sierpień 2008 roku w „Mountain View Studios” (Abbotsford) Vancouver, Kolumbia Brytyjska
- Produkcja: Robert Lange, Chad Kroeger, Joe Moi
- Miks utworu: Chris Lord-Alge
- Inżynier dźwięku: Robert Lange oraz Joe Moi
- Asystent inżyniera dźwięku: Nik Karpen oraz Keith Armstrong
- Mastering: Ted Jensen w „Sterling Sound”
- Operator w studiu: Bradley Kind
- Obróbka cyfrowa: Olle Romo oraz Scott Cooke
- Zdjęcia: Chapman Baehler
- Projekt i wykonanie okładki: Jeff Chenault & Eleven 07
- A&R: Ron Burman

## Notowania
| Lista (2008)                 | Najwyższa pozycja |
| ---------------------------- | ----------------- |
| Dutch Top 40                 | 20                |
| Australian Singles Chart     | 22                |
| Canadian Hot 100             | 29                |
| Austrian Singles Chart       | 37                |
| Swiss Singles Chart          | 38                |
| German Singles Chart         | 39                |
| Bulgarian Singles Chart      | 39                |
| U.S. Billboard Hot 100       | 44                |
| U.S. Billboard Digital Songs | 17                |
| Slovak Airplay Chart         | 72                |
| UK Singles Chart             | 67                |
| UK Rock Chart                | 1                 |

## Wydania singla
| Kontynent/Państwo | Wydawca    | Data wydania     | Wersja    |
| ----------------- | ---------- | ---------------- | --------- |
| Wielka Brytania   | Roadrunner | 30 marca 2009    | single CD |
| Stany Zjednoczone | EMI        | 23 marca 2009    | single CD |
| Niemcy            | Roadrunner | 3 kwietnia 2009  | single CD |
| Irlandia          | Roadrunner | 3 kwietnia 2009  | single CD |
| Australia         | Roadrunner | 23 kwietnia 2009 | single CD |
| Japonia           | Roadrunner | 7 czerwca 2009   | single CD |